# Guerre d'indipendenza ispanoamericane
Le guerre d'indipendenza ispanoamericane furono i numerosi conflitti combattuti nell'America spagnola contro la Spagna agli inizi del XIX secolo, tra il 1808 ed il 1833.

## Descrizione
Il conflitto iniziò nel 1808, con le juntas istituite a Città del Messico e a Montevideo in reazione agli eventi della guerra d'indipendenza spagnola. Entrambi i conflitti furono caratterizzati come guerre civili e guerre di liberazione nazionale, dato che la maggior parte dei combattenti su entrambi i fronti erano ispanoamericani, e che l'obiettivo del conflitto di una fazione era l'indipendenza delle colonie spagnole nelle Americhe. Alla fine le guerre portarono alla creazione di una serie di nuovi stati indipendenti distribuiti tra Argentina e Cile nel sud, e fino al Messico a nord. Solo Cuba e Porto Rico rimasero sotto il controllo spagnolo fino alla Guerra ispano-americana del 1898.
I conflitti erano legati alle più generiche Guerre d'indipendenza latino-americane, che comprendevano anche quelle di Haiti e Brasile. L'indipendenza del Brasile condivideva un'origine comune con quelle ispanoamericane, dato che entrambe furono fatte partire dall'invasione napoleonica della Spagna nel 1808. Inoltre il processo di indipendenza dell'America Latina ebbe luogo in un clima politico generale ed intellettuale che usciva dall'Illuminismo e che aveva influenzato tutte quelle che allora venivano chiamate le rivoluzioni atlantiche, comprese le prime rivoluzioni degli Stati Uniti e della Francia. Ciononostante le guerre svolte nell'America spagnola, e la sua indipendenza, furono il risultato di uno sviluppo a sé stante della monarchia spagnola.

## Contesto storico
Durante l'occupazione della Spagna da parte dell'esercito francese nel corso delle guerre napoleoniche in Europa, la Spagna si ritrovò isolata dal suo impero e senza comando. Le guerre in Europa fornirono ai creoli la possibilità di conquistare l'indipendenza dalla madrepatria, e le rivoluzioni iniziarono a scoppiare in tutta l'America spagnola.

### Nuova Spagna e Guatemala
- Guerra d'indipendenza del Messico
- Movimento di indipendenza del 1811
- Province Unite dell'America Centrale

### Nuova Granada, Venezuela, Quito
- Patria Boba
- Province Unite della Nuova Granada
- Guerra d'indipendenza del Venezuela
- Prima Repubblica del Venezuela
- Seconda Repubblica del Venezuela
- Guerra di indipendenza dell'Ecuador

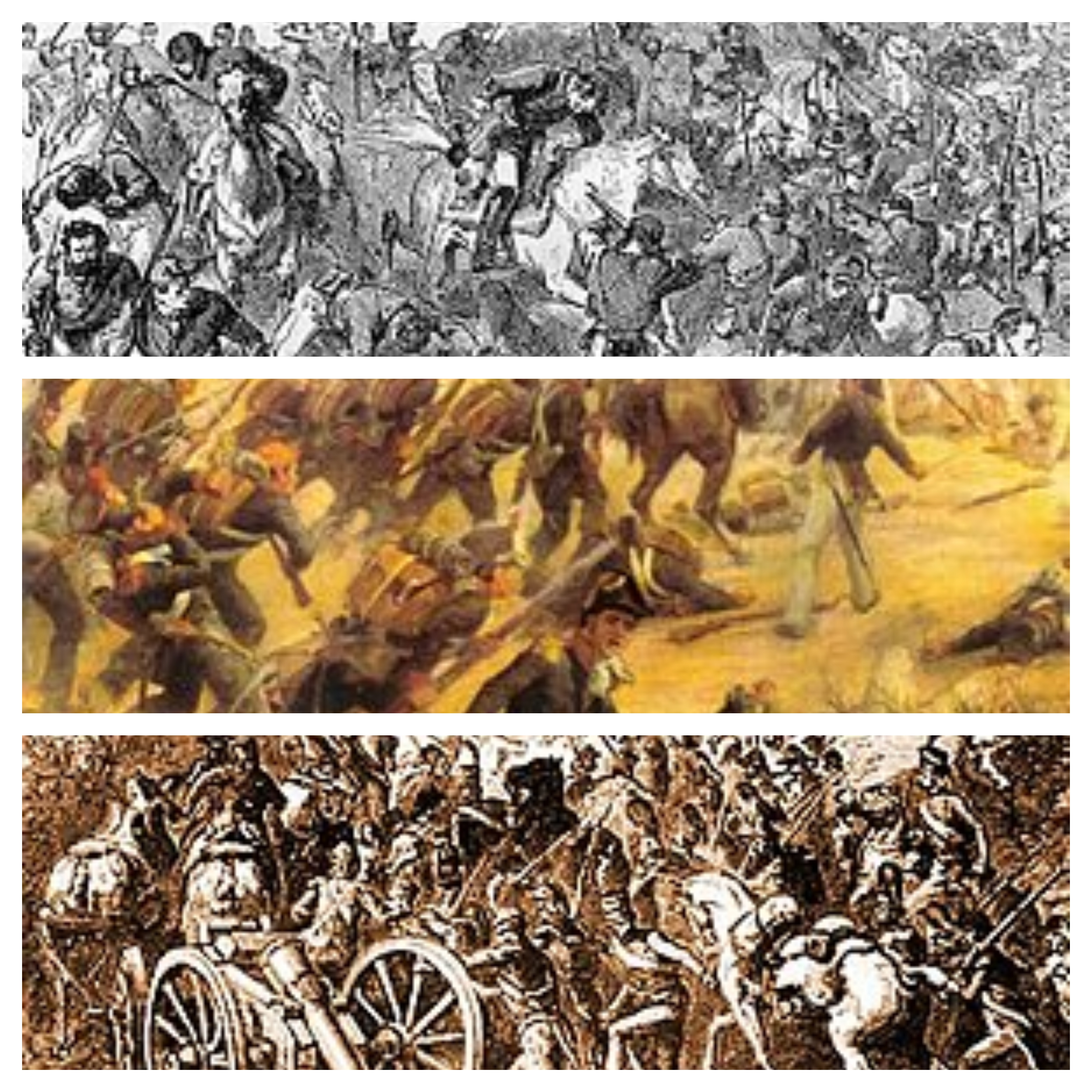
Divisione protettiva di Quito, uno degli eserciti intervenuti nell'indipendenza dell'Ecuador.

### Río de la Plata ed Alto Perù
- Guerra di indipendenza dell'Argentina
- Guerra di indipendenza dell'Uruguay
- Guerra di indipendenza del Paraguay
- Guerra di indipendenza della Bolivia

### Cile e Perù
- Guerra di indipendenza del Cile
- Guerra di indipendenza del Perù

## Svolgimento della Guerra

Mappa della guerra ispanoamericana
Governo controllato da Ferdinando VII con la tradizionale legge spagnola
Regione leale alla Junta Suprema o Cortes
Junta movimento insurrezionista delle Americhe
Dichiarazione o istituzione di uno Stato indipendente
Controllo francese della penisola iberica

Governo controllato da Ferdinando VII con la tradizionale legge spagnola
     Regione leale alla Junta Suprema o Cortes
     Junta movimento insurrezionista delle Americhe
     Dichiarazione o istituzione di uno Stato indipendente
     Controllo francese della penisola iberica

### Campagne della Nuova Spagna
- 1811 - Battaglia di ponte Calderón
- 1816 - Spedizione di Mina
- 1821 - Esercito delle Tre Garanzie
- 1829 - Riconquista della Nuova Spagna

### Campagne della Nuova Granada, Venezuela, Quito
- 1812 - Campagna di Monteverde
- 1813 - Campaña Admirable
- 1814 - Campagna di Boves
- 1815 - Spedizione di Morillo
- 1815 - Riconquista della Nuova Granada
- 1816 - Spedizione dei calli
- 1817 - Campagna di Guayana
- 1818 - Battaglia di La Puerta
- 1819 - Campagna di liberazione di Nuova Granada
- 1819 - Battaglia di Boyacá
- 1821 - Battaglia di Carabobo
- 1822 - Battaglia di Bombona
- 1822 - Battaglia di Pichincha

### Campagne del Río de la Plata e dell'Alto Perù
- 1810 - Esercito del Nord
- 1811 - Campagna di Guaqui
- 1815 - Battaglia di Sipe-Sipe

### Campagne di Cile e Perù
- 1814 - Battaglia di Rancagua
- 1817 - Battaglia di Chacabuco
- 1818 - Battaglia di Maipú
- 1820 - Cattura di Valdivia
- 1824 - Battaglia di Junín
- 1824 - Battaglia di Ayacucho